# لوسكا
في الفولكلور الكاريبي، لوسكا هو اسم يطلق على وحش بحري أسطوري يقال إنه موجود في منطقة الثقوب الزرقاء القريبة من أندروس، وهي جزيرة تقع في جزر الباهاما.

## أصل الكلمة
كلمة لوسكا مقتبسة من الرخويات (وهي شعبة تحتوي على الأخطبوط والسبيدج والحبار ورأسيات الأرجل الأخرى)، في إشارة إلى سمات الرخويات المتنوعة للمخلوق مثل المجسات.

## الوصف
يوصف اللوسكا بأنه أخطبوط عملاق، أو حبار عملاق، أو نصف قرش ونصف أخطبوط. يقال إن طول لوسكا يزيد عن 75 قدمًا (23 مترا)، ولكن لم تثبت أي حالة لفصيلة الأخطبوطات تنمو حتى نصف هذا الطول.

## في الثقافة الشعبية
حقق جيريمي ويد، مقدم المسلسل التلفزيوني ”وحوش النهر“، في حلقة ”رعب في الجنة“ (الموسم الثامن، الحلقة الرابعة)، في التقارير التي تفيد بمهاجمة وحش اللوسكا للسباحين والغواصين. بعد التحقيق في أسماك قرش الشعاب المرجانية وأسماك قرش النمر وأخطبوط المحيط الهادئ العملاق، استقر ويد على أن الأخطبوط الكبير هو المتهم الأكثر احتمالاً لكونه وحش اللوسكا.
سمي مهرجان لوسكا للأفلام الرائعة في منطقة البحر الكاريبي بهذا الاسم تيمناً بهذا الوحش البحري؛ وهو حدث سنوي يُقام في بورتوريكو. وهو المهرجان الدولي الأول والوحيد للأفلام في منطقة البحر الكاريبي. 
تتميز لعبة فيديو البقاء على قيد الحياة Stranded Deep بوجود حبار عملاق عدو يُدعى لوسكا العظيم.